# محکان
محکان (به عربی: محکان) یک منطقهٔ مسکونی در سوریه است که در استان دیر الزور واقع شده‌است. محکان ۱۰٬۰۸۶ نفر جمعیت دارد.